# Gespräch mit dem Biest
Gespräch mit dem Biest (Conversation with the Beast) är en tysk film från 1996, regisserad av Armin Mueller-Stahl.

## Roller
- Armin Mueller-Stahl - Adolf Hitler
- Bob Balaban - Mr. Webster
- Katharina Böhm - Hortense